# Vollfarbsystem
Ein Vollfarbsystem ist im Bereich der Drucktechnik ein meistens auf einem Laserdrucker basierendes Drucksystem, welches Mischfarben durch echte Farbmischung auf dem Druckmedium erzeugt.

## Technik
Einfache Farbdrucker, die nur eine Farbe pro Bildpunkt abbilden können, erweitern das Druckraster, so dass für jeden abzubildenden Bildpunkt ein Raster von üblicherweise 8 × 8 Druckpunkten zur Verfügung steht. Diese 64 Punkte werden zur Erzielung der gewünschten Bildfarbe mit den entsprechenden Druckfarben bedruckt. Die Auflösung wird durch dieses Verfahren um den Faktor 8 vermindert, so wird beispielsweise mit einer physikalischen Auflösung von 2400 dpi eine tatsächliche Auflösung von 300 dpi erzielt. Diese Vorgehensweise ist notwendig, da jeder Druckpunkt nur mit einem 100-prozentigen Farbauftrag gedruckt werden kann. Nach diesem Rasterverfahren arbeiten alle Tintenstrahl- und konventionellen Laserdrucker.
Vollfarbsysteme unterscheiden sich in zwei Punkten:
- Der Farbauftrag eines Druckpunktes kann variieren.
- Die vier Grundfarben können übereinander gedruckt werden.

Während bei normalen Laserdruckern die Bildtrommel elektrisch geladen und durch Belichtung entsprechender Pixel auf der Trommel an diesen Stellen komplett entladen wird, ein Pixel also durch Ladung oder Nichtladung an der entsprechenden Stelle der Trommel definiert ist, werden bei Vollfarbsystemen auch Teilladungen verwendet, an denen eine geringere Menge Toner haften bleibt. Die Teilladungen werden durch graduellen Abbau einer vollen Ladung erzielt. Der graduelle Abbau wird erreicht entweder durch das Verändern der Verweilzeit des Lasers oder durch mehrfaches überstreichen der zu entladenen Stelle. Modernere Systeme sind in der Lage, die Helligkeit der Lichtelemente in kürzester Zeit zu verändern und können daher auf ein Mehrfaches überstreichen oder unterschiedliche Verweilzeiten verzichten.
Zudem werden die einzelnen Farbschichten übereinandergedruckt und vermischen sich beim Fixieren zu einer Volltonfarbe. Während also klassische Rasterdrucksysteme die Farberzeugung auf Kosten der Auflösung durchführen, verändert sich die nutzbare Auflösung bei Vollfarbsystemen nicht.
Inzwischen bieten einige Hersteller auch konventionelle Laserdrucker an, die in gewissen Grenzen die Ladungen beeinflussen und abstufen können. 
Der Toner eines Vollfarbsystems unterscheidet sich in seiner Charakteristik von der eines Laserdruckers, da letzterer nicht die Anforderung hat, mehrere Schichten übereinander drucken zu müssen. Zwei Systeme sind derzeit im Einsatz: Wachs- und Metalloxyd-Toner. Bei letzteren wird die abschließende Fixierung in der Regel durch ein Fixieröl übernommen.
Einfache Vollfarbsysteme arbeiten mit einer Bildtrommel und bedrucken das Medium in vier Durchläufen. Aufwendigere Systeme arbeiten mit vier Trommeln – für jede der Druckfarben eine – und erreichen damit Geschwindigkeiten von bis zu 100 Seiten pro Minute.

## Vor- und Nachteile
Die Vorteile von Vollfarbsystemen sind die sehr großen Farbräume, satte Farben mit hoher Tiefenwirkung und die sehr gute Druckbarkeit von Tönungen mit Sättigungen unter 20 %, die bei einem normalen Drucker entweder bereits außerhalb des darstellbaren Farbraumes liegen oder durch starkes Grieseln erkennbar sind (z. B. in hellen Wolken). Da die Systeme ohne klassisches Druckraster arbeiten, kennen sie das Problem der Moiré-Effekte nicht. 
Die Nachteile sind der sehr hohe Anschaffungspreis, die Größe der Geräte und der relativ hohe Wartungsaufwand. Des Weiteren entsteht prinzipbedingt ein plastischer Farbauftrag und ein Glanzeffekt an den bedruckten Stellen, welcher nicht immer erwünscht ist. Für Massendrucksachen sind die Systeme in der Regel nicht geeignet.

## Anwendung
Vollfarbsysteme belohnen den Nutzer mit hervorragenden Ergebnissen, stellen jedoch sehr hohe Anforderungen an die zu druckenden Daten. Der große Farbraum, die hohe Kontrastschärfe verstärken nicht nur den Bildeindruck, sondern auch Störeinflüsse z. B. durch JPEG-Fragmente und Treppenstufen an den Kanten, wenn die Auflösung der Vorlage zu gering ist.
An dieser Stelle sind Rasterdruckverfahren „dankbarer“. Durch die Rasterung der konventionellen Drucker, die bei Pixelbildern nicht selten wie ein Weichzeichner wirkt, entfällt dieser Effekt bei Vollfarbsystemen völlig. Die Abbildungsschärfe und die Farbwiedergabe liegen über der eines Monitors, so dass manche Störungen erst auf dem Druck sichtbar sind.

## Einsatzgebiete
Vollfarbsysteme sind in der Herstellung erheblich aufwendiger als konventionelle Laserdrucksysteme und werden unter anderem in Druckereien und für Kunstdrucke eingesetzt. Am häufigsten findet man diese Systeme in Werbeagenturen. Da der Farbraum weit über dem konventioneller Druckmaschinen liegt, werden die Geräte für den Proof eingesetzt, da sich damit nahezu alle Druckmaschinen simulieren lassen.
Der Markt zeigt wohl hauptsächlich aufgrund des hohen Anschaffungspreises (ab 10.000 Euro für einfache DIN-A4-Geräte in der Basisausstattung) der Geräte eine deutliche Ausrichtung auf professionell/gewerbliche Nutzung – Geräte für den privaten Einsatz sind derzeit nicht auf dem Markt. Professionelle Duplex-A3-Geräte mit integriertem RIP beginnen mit den üblichen Anbaugeräten bei rund 30.000 Euro und erreichen bei Vier-Trommelsystemen mit hohem Durchsatz schnell die 250.000-Euro-Marke. 